# البطولة العربية للأندية الفائزة بالكؤوس
البطولة العربية للأندية الفائزة بالكؤوس، هي منافسة كرة قدم بين الأندية الفائزة في مسابقات الكأس الوطنية في الدول العربية. بدأت عام 1989 واندمجت مع كأس السوبر العربي عام 2002 لتشكل كأس العرب للأندية الأبطال.
كانت هذه البطولة العربية هي الثانية من حيث الأهمية بعد دوري أبطال العرب، شاركت فيها الأندية العربية الفائزة بالكؤوس في دولها أو الوصيفة، وهي بطولة غير رسميه توقفت عام 2001.

## قائمة الأندية الفائزة بالبطولة
| عام البطولة | المكان       | البطل              | الوصيف               | النتيجة         |
| ----------- | ------------ | ------------------ | -------------------- | --------------- |
| 1989        | جدة          | الملعب التونسي     | نادي الكويت          | 0-0 (ترجيح 6-5) |
| 1990        | ألغيت        |                    |                      |                 |
| 1991        | دبي          | الأولمبيك البيضاوي | نادي المقاولون العرب | 0-1             |
| 1992        | جدة          | الأولمبيك البيضاوي | نادي السد            | 0-2 (وقت إضافي) |
| 1993        | الدوحة       | الأولمبيك البيضاوي | نادي القادسية        | 0-1             |
| 1994        | القاهرة      | النادي الأهلى      | نادي الشباب          | 0-1             |
| 1995        | سوسة         | النادي الإفريقي    | النجم الساحلي        | 0-1 (وقت إضافي) |
| 1996        | عمان         | أولمبيك خريبكة     | النادي الفيصلي       | 1-3             |
| 1997        | الإسماعيلية  | مولودية وهران      | نادي الشباب          | 0-2             |
| 1998        | بيروت        | مولودية وهران      | نادي الجيش           | 1-2             |
| 1999        | مدينة الكويت | نادي الغرافة       | نادي الجيش           | 0-2             |
| 2000        | الرياض       | نادي الهلال        | نادي النصر           | 1-2 (وقت إضافي) |
| 2001        | تونس العاصمة | الملعب التونسي     | هلال أم درمان        | 1-3             |

## وصلات خارجية
- موقع rsssf للبطولة